# Ahasverus advena
Ahasverus advena is een keversoort uit de familie spitshalskevers (Silvanidae). De wetenschappelijke naam van de soort werd in 1834 gepubliceerd door Joseph Waltl.